# Thinopteryx praetoria
Thinopteryx praetoria là một loài bướm đêm trong họ Geometridae.